# Energía eólica en Filipinas

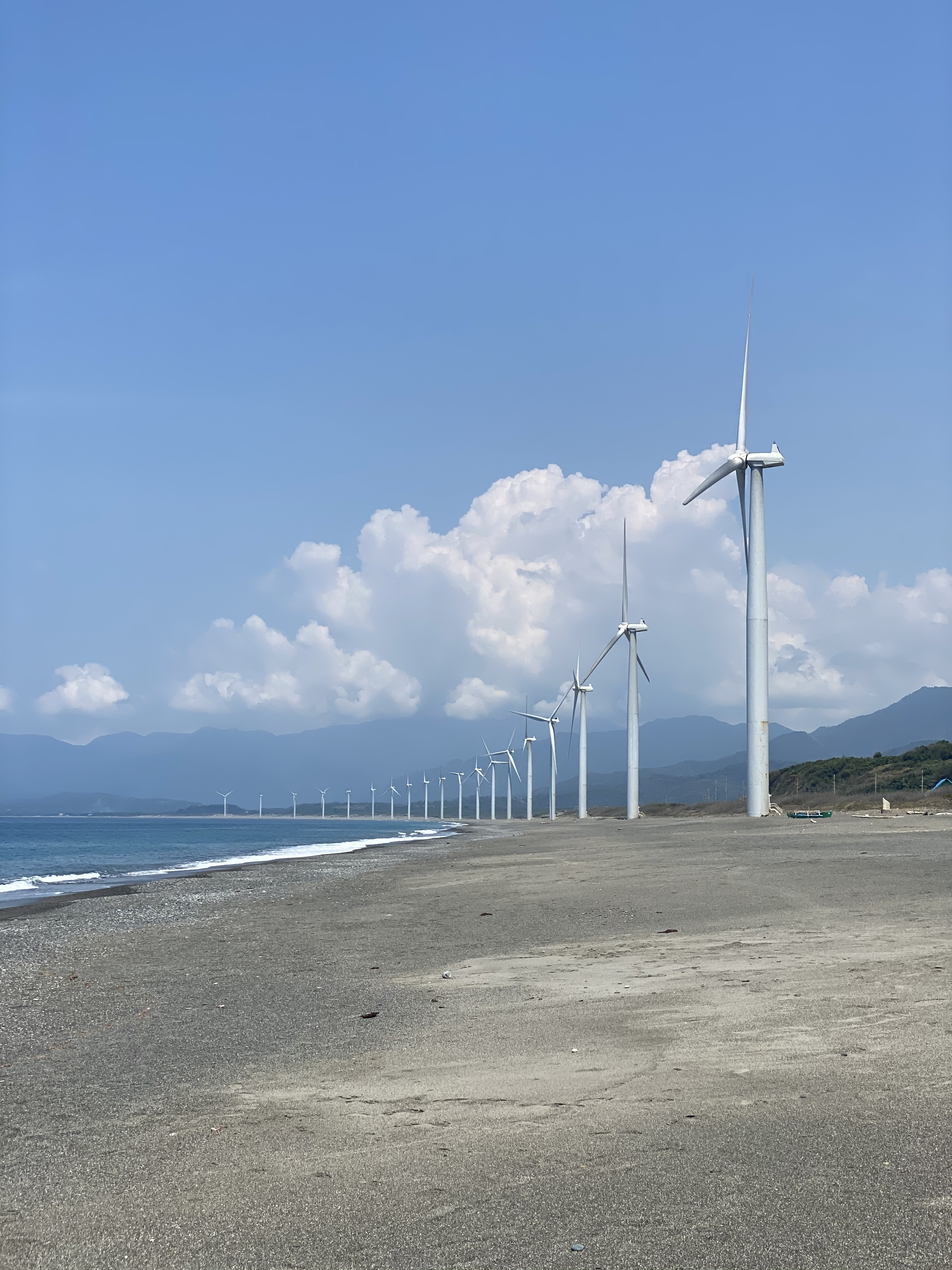
Campo de molinos de energía eólica

La energía eólica en Filipinas representa un pequeño porcentaje de la producción total de energía de Filipinas . El sector de energía eólica del país tiene un potencial significativo y podría proporcionar hasta 76 GW de energía. Algunos de los desarrollos más recientes son el Parque Eólico Bangui, el Parque Eólico Burgos y el Parque Eólico Caparispisan en Ilocos Norte, el Sistema de Energía Eólica (WEPS) en Puerto Galera, Mindoro Oriental y el Parque Eólico Pililla Pililla, Rizal . 